# Nyasha Mushekwi
Nyasha Mushekwi, född 21 augusti 1987 i Harare, är en zimbabwisk fotbollsspelare som spelar för Zhejiang Greentown.

## Karriär
Nyasha Mushekwi höll i tonåren på med basket, cricket, landhockey och friidrott. Han behövde specialisera sig på en idrott och satsade på basket, där han lyckades ta sig till Zimbabwes A-landslag och spelade 20 landskamper. Han började först med fotboll vid 20 års ålder då han blev upptäckt av en representant från zimbabwiska storklubben i Harare Caps United och erbjuden provspel. Han erbjöds sedan kontrakt och slog sig in i startelvan. Han såldes 2010 till den sydafrikanska klubben Mamelodi Sundowns FC som lånade ut honom till KV Oostende i Belgien säsongen 2013/14, där en knäskada förstörde säsongen.
Efter att först ha provtränat med Djurgården blev Mushekwi klar för klubben på ett 6-månaderslån strax innan seriestarten av Allsvenskan 2015.